# Asjen
Asjen ou Asjène (en tamazight : Asjen) est une petite ville de la commune rurale de la province de Ouezzane de la région Tanger-Tetouan-Al Hoceima au Maroc. Lors du recensement de population de 2004, la commune comptait un total de 13 113 habitants, vivant dans 2,497 ménages. Le code postal de la ville est 91024.